# Marie-Clément de Reignié
Marie-Clément de Reignié est un homme politique français né le 4 octobre 1827 à Melle (Deux-Sèvres) et mort le 30 janvier 1885 à Paris.

## Biographie
Contrôleur des contributions directes à Melle, il est élu conseiller municipal en 1855. Muté à Paris, il quitte la fonction publique en 1871 pour ouvrir cabinet d'affaires spécialisé dans le contentieux administratif. Il reprend des activités politiques dans les Deux-Sèvres aux côtés des républicains. Il devient maire de Melle en 1880 et conseiller général. Il est sénateur des Deux-Sèvres de 1882 à 1885.

## Sources
- « Marie-Clément de Reignié », dans Adolphe Robert et Gaston Cougny, Dictionnaire des parlementaires français, Edgar Bourloton, 1889-1891 [détail de l’édition]